# 哈扎拉县
哈扎拉县是巴基斯坦东北部开伯尔-普什图省的一个县，位于印度河东岸地区，2017年人口530万，面积17194平方公里，首府阿伯塔巴德。